# Stromtalwiese

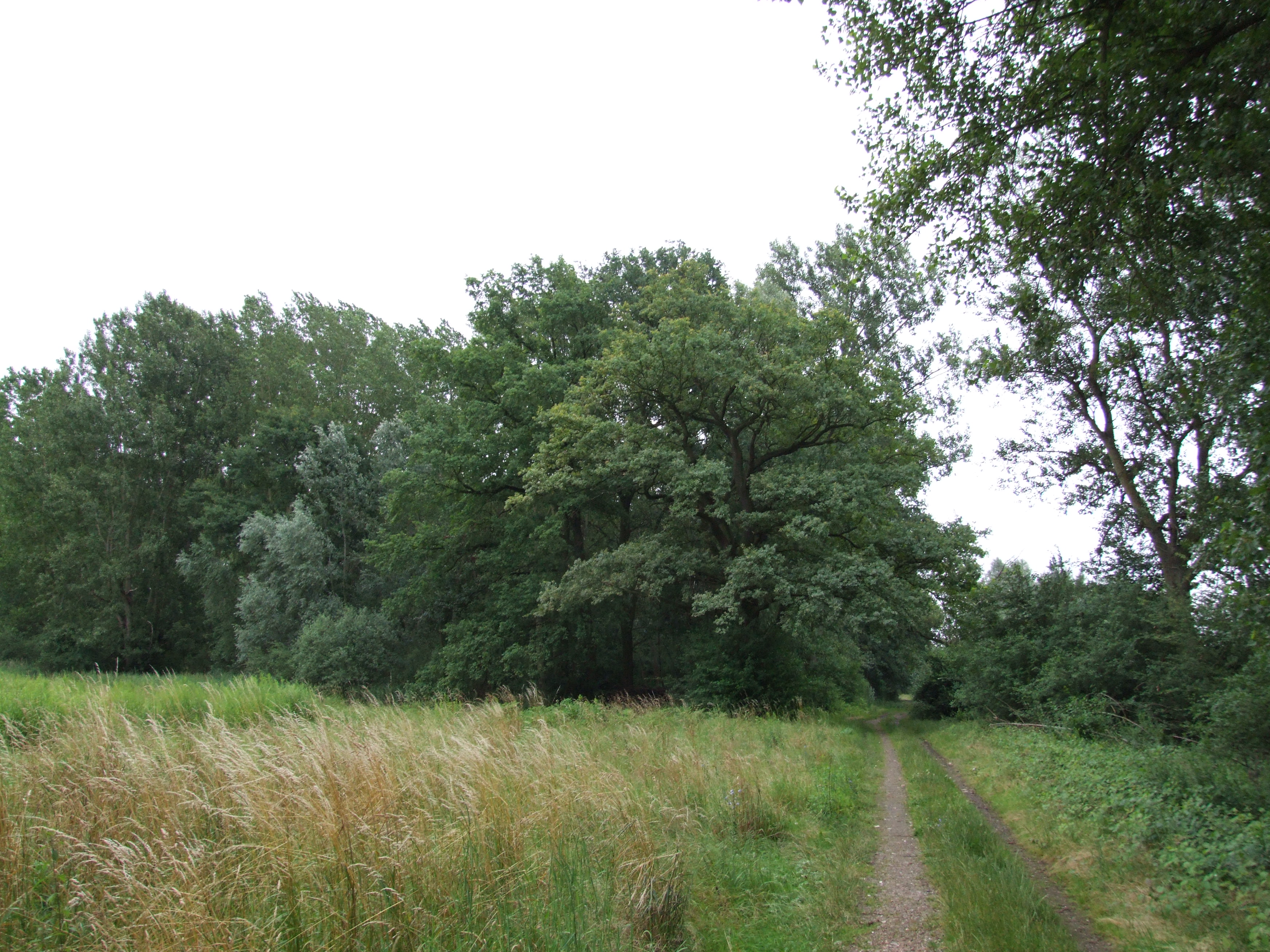
Die Sick'sche Wiese im Speyerer Auwald, eine Stromtalwiese

Als Stromtalwiese bezeichnet man wechselfeuchte Grünlandgesellschaften der Brenndolden-Feuchtwiesen, auch Brenndolden-Auenwiese, (Cnidion) in Stromtälern.
Charakteristisch für die Ökologie dieser Wiesen sind die extrem unterschiedlichen Wasserstände. Oft wochenlang andauernde Hochwasser zur Zeit der Schneeschmelze im Frühjahr und Frühsommer überschwemmen die Stromtalwiesen. Dagegen kommt es im trocken-heißen Sommer des kontinentalen Osteuropas auch in den Auen häufig zu einer massiven Austrocknung der Böden.
Es können sich also nur Arten halten, die wochenlange Überschwemmung ebenso tolerieren wie den Stress durch wochenlange Austrocknung.
Ihre Hauptverbreitung liegt in den Flussniederungen des kontinentalen Osteuropas, wo sie vom pannonischen Becken, über Polen, die Ukraine und das europäische Russland bis weit nach Südsibirien reichen.

## Pflanzengesellschaft
Die Brenndolden-Feuchtwiese ist eine artenreiche, mäßig nährstoffreiche Wiesengesellschaft. Sie ist meist ungedüngt oder schwach gedüngt, besitzt aber durch die natürliche Düngung der Überschwemmungen mittleres Ertragspotential. Der Ertrag von 350 bis 600 g Trockenmasse pro Quadratmeter und Jahr liegt im Mittelfeld der Grünlandgesellschaften. Brenndolden-Feuchtwiesen sind sehr leicht durch Düngung in ertragreichere, aber wesentlich artenärmere Grünlandbestände umzuwandeln.
Die Pflanzengesellschaft besteht aus nässetoleranten Sumpf- und Flutrasenarten, mesophytischen Grünlandarten und andererseits ausgeprägt trockenheitstoleranten Arten aus Steppenrasen und Saumgesellschaften. Eine Reihe extrem seltener und bedrohter Pflanzenarten Mitteleuropas haben in Brenndolden-Feuchtwiesen ihren Verbreitungsschwerpunkt oder sogar ihr einziges Vorkommen.
Verbreitete Grasarten sind besonders Wiesen-Fuchsschwanz (Alopecuros pratensis), Quecke (Elymus repens) und Wiesen-Rispengras (Poa pratensis agg, in der Kleinart Poa angustifolia). In Süddeutschland vorhandene Bestände mit viel Pfeifengras (Molinia caerulea agg., Kleinart Molinia arundinacea) bilden Übergangsbestände zu den Streuwiesen. Charakterarten der Brenndolden-Feuchtwiese sind Allium angulosum, Arabis nemorensis, Carex melanostachya, Cnidium dubium, Veronica longifolia (syn. Pseudolysimachion longifolium), Scutellaria hastifolia, Viola persicifolia und Viola pumila. (Fast alle diese Arten sind in Deutschland vom Aussterben bedroht und auf der Roten Liste der bedrohten Pflanzenarten aufgeführt). Die meisten charakteristischen Arten der Wiesengesellschaft blühen recht spät im Jahr und verleihen ihr einen ausgeprägten, farbenprächtigen Hochsommeraspekt.
Die Gliederung und Stellung der Brenndolden-Feuchtwiesen innerhalb des pflanzensoziologischen Systems werden unterschiedlich aufgefasst. Oberdorfer beschreibt in Süddeutschland eine Vielzahl von, zumeist regional verbreiteten, Assoziationen. Diese werden heute vielfach in einer einzigen weit gefassten Gesellschaft, dem Cnidio-Deschampsietum cespitosae, vereinigt, die danach die einzige mitteleuropäische Assoziation des Verbands wäre.

## Verbreitung in Deutschland
Ähnliche Bedingungen wie im kontinentalen Hauptverbreitungsgebiet der Wiesengesellschaft finden sich im Einzugsbereich der trockenen-warmen, klimatisch bereits deutlich subkontinental getönten großen Stromtäler von
- Oder, (mittleres und unteres Odertal)
- Elbe, (Mittelelbe und Flüsse des Mitteldeutschen Trockengebiets: Elster, Mulde, Saale)
- Havel
- nördlichem Oberrhein,
- des mittleren Mains (Trockengebiet um Schweinfurt) und der
- niederbayerischen Donau (unterhalb von Regensburg)

In diesen Bereichen sind Brenndoldenwiesen in Deutschland verbreitet. Die nördliche Oberrheinebene bildet die absolute Westgrenze ihrer Verbreitung. Feuchtwiesen, die dem Cnidion nahestehen, aber an Kennarten bereits deutlich verarmt sind, finden sich noch in  Frankreich (Flüsse der Champagne: Seine, Marne, Aube. Saone).

## Fauna
Die Tierwelt der Brenndolden-Feuchtwiesen ähnelt derjenigen anderer artenreicher Feuchtwiesengesellschaften. Ähnlich wie die Pflanzenwelt, zeichnet sich bei bodenlebenden Arten, z. B. den Laufkäfern, ein Nebeneinander von Feuchtwiesenarten und wärmeliebenden Arten ab. Charakteristisch für diesen Wiesentyp in der Oberrheinebene ist das Vorkommen der Heuschreckenart Lauchschrecke (Mecostethus parapleurus, syn. Parapleurus alliaceus). Seltene und bedrohte Vogelarten sind z. B. der Wachtelkönig oder der Seggenrohrsänger.

## Naturschutz
Brenndolden-Feuchtwiesen sind in Deutschland vom Aussterben bedroht. Wie bei den meisten naturnahen Grünlandgesellschaften ist die wesentliche Ursache der Strukturwandel in der Landwirtschaft. Die Wiesen wurden durch Düngung melioriert oder im Schutz neuer Hochwasserdeiche zu Äckern umgebrochen. Wo dies nicht möglich oder nicht lohnend war, wurde die Bewirtschaftung ganz aufgegeben, die Wiesen verbrachen. Europaweit ist die Brenndolden-Auwiese nach der FFH-Richtlinie der Europäischen Union geschützter Lebensraumtyp. Fast alle noch verbliebenen Bestände dieses Grünlandyps liegen in Naturschutzgebieten. Dieser (formale) Schutz ist allerdings zu ihrer Erhaltung nicht hinreichend. Wiesen als nutzungsabhängige Ökosysteme bedürfen zu ihrer Erhaltung einer andauernden, angepassten Nutzung, wo diese nicht (mehr) möglich oder unrentabel ist, einer entsprechenden Pflege. Diese sicherzustellen, ist in Zeiten knapper öffentlicher Haushaltsmittel auch in Schutzgebieten nicht ohne weiteres möglich.
Die Rückgewinnung von Brenndolden-Feuchtwiesen auf früheren, durch Intensivnutzung zerstörten Standorten ist schwierig, da die charakteristischen Arten sich nur langsam ausbreiten und zur Rückbesiedlung wohl Jahrhunderte benötigen würden. Am Oberrhein gibt es vielversprechende Ansätze, den Wiesentyp durch die Übertragung des Mahdguts von noch existierenden Wiesen auf die zu renaturierenden Flächen zu restaurieren – diese wirkt wie eine indirekte Einsaat der betreffenden Arten.

## Quelle
- http://www1.uni-giessen.de/stromtalwiesen/ee/verbreitung.html